# Коши (лунный кратер)
Кратер Коши (лат. Cauchy) — небольшой ударный кратер в восточной части Моря Спокойствия на видимой стороне Луны. Название присвоено в честь французского математика и механика Огюстена Луи Коши (1789—1857) и утверждено Международным астрономическим союзом в 1935 г. 

## Описание кратера
Ближайшими соседями кратера Коши являются кратер Лайелл на севере-северо-востоке; кратер Леонардо Да Винчи на востоке; кратер Лоуренс на востоке-юго-востоке; кратер Церингер на юге-юго-востоке; маленький кратер Донна на юге и кратер Ариабхата на юго-западе. На севере от кратера расположена борозда Коши, на юге - уступ Коши. На северо-востоке находится Болото Сна, на востоке Залив Согласия, на юго-востоке Море Изобилия. Селенографические координаты центра кратера 9°34′ ю. ш. 38°38′ в. д. / 9,56° ю. ш. 38,63° в. д., диаметр 11,8 км, глубина 1,8 км.
Кратер Коши имеет близкую к циркулярной форму. Вал с четко очерченной острой кромкой и гладким внутренним склоном с высоким альбедо, спускающимся к небольшому участку плоского дна. На внутреннем склоне видны осыпи пород образующие яркие радиальные полосы. К западной части внешнего склона примыкают два небольших хребта, образуя подобие латинской буквы “V”. Высота вала над окружающей местностью достигает 450 м, объем кратера составляет приблизительно 69 км³.  Дно чаши пересеченное, с двумя небольшими пиками.

## Сателлитные кратеры
| Коши | Координаты                                            | Диаметр, км |
| ---- | ----------------------------------------------------- | ----------- |
| A    | 12°04′ с. ш. 37°52′ в. д. / 12,07° с. ш. 37,86° в. д. | 8,1         |
| B    | 9°42′ с. ш. 35°50′ в. д. / 9,7° с. ш. 35,83° в. д.    | 4,6         |
| C    | 8°10′ с. ш. 38°52′ в. д. / 8,16° с. ш. 38,86° в. д.   | 3,6         |
| D    | 10°01′ с. ш. 40°17′ в. д. / 10,02° с. ш. 40,29° в. д. | 8,6         |
| E    | 8°50′ с. ш. 38°34′ в. д. / 8,83° с. ш. 38,57° в. д.   | 3,4         |
| F    | 9°33′ с. ш. 36°48′ в. д. / 9,55° с. ш. 36,8° в. д.    | 3,4         |
| M    | 12°04′ с. ш. 37°52′ в. д. / 12,07° с. ш. 37,86° в. д. | 8,1         |
| U    | 8°47′ с. ш. 42°17′ в. д. / 8,79° с. ш. 42,28° в. д.   | 4,9         |
| V    | 8°58′ с. ш. 41°26′ в. д. / 8,96° с. ш. 41,44° в. д.   | 4,4         |
| W    | 10°34′ с. ш. 41°40′ в. д. / 10,57° с. ш. 41,67° в. д. | 3,9         |

- Кратер Коши и сателлитный кратер Коши D относится к числу кратеров, в которых зарегистрированы температурные аномалии во время затмений. Объясняется это тем, что подобные кратеры имеют небольшой возраст и скалы не успели покрыться реголитом, оказывающим термоизолирующее действие.

## См.также
- Список кратеров на Луне
- Лунный кратер
- Морфологический каталог кратеров Луны
- Планетная номенклатура
- Селенография
- Минералогия Луны
- Геология Луны
- Поздняя тяжёлая бомбардировка